# Caladenia chlorostyla
Caladenia chlorostyla är en orkidéart som beskrevs av D.L.Jones, Molloy och Mark Alwin Clements. Caladenia chlorostyla ingår i släktet Caladenia och familjen orkidéer. Inga underarter finns listade i Catalogue of Life.